# زاون تاتینتسیان
زاون تیگرانی تاتینتسیان (ارمنی: Զավեն Տիգրանի Տատինցյան؛  زادهٔ ۲۲ سپتامبر ۱۹۲۶ - درگذشته ۱۱ فوریهٔ ۲۰۰۵) کارگردان تئاتر اهل ارمنستان است.

## زندگی‌نامه
زاون تیگرانی تاتینتسیان (Զավեն Տիգրանի Տատինցյան) در ۲۲ سپتامبر ۱۹۲۶ در شهر گوریس، ارمنستان به دنیا آمد. وی در سال ۱۹۵۰ از آکادمی دولتی هنرهای زیبای ارمنستان فارغ‌التحصیل شد. پس از آن، فعالیت حرفه‌ای خود را در تئاتر تماشاگران جوان ایروان آغاز کرد و به‌عنوان دستیار کارگردان مشغول به کار شد. از سال ۱۹۵۳ به‌عنوان کارگردان و در دوره‌های ۱۹۵۷-۱۹۵۹ و ۱۹۶۲-۱۹۸۰ به‌عنوان کارگردان ارشد در این تئاتر فعالیت داشت. همچنین، در سال‌های ۱۹۵۹ تا ۱۹۶۲ به‌عنوان کارگردان در تئاتر ملی آکادمیک گابریل سوندوکیان ایروان خدمت کرد. تاتینتسیان در سال ۱۹۷۹ عنوان هنرمند مردمی ارمنستان شوروی را دریافت کرد. وی در ۱۱ فوریه ۲۰۰۵ در ایروان درگذشت.